# Дзюдо на літніх Паралімпійських іграх 2012
Змагання з дзюдо на літніх Паралімпійських іграх 2012 року пройшли у Виставковому центрі Лондона з 30 серпня по 1 вересня 2012 року.

## Змагання

### Чоловіки
| Змагання     | Бронза                                  | Срібло        | Золото                   |
| ------------ | --------------------------------------- | ------------- | ------------------------ |
| 60 кг        | Бен Кілтер Нура Мулуд                   | Сяодун Лі     | Рамін Ібрагімов          |
| 66 кг        | Маркос Фалкон Сід Алі Ламрі             | Сю Жао        | Давид Хорава             |
| 73 кг        | Едуардо Авіла Санчез Шахбан Курбанов    | Шаріф Халілов | Дмитро Соловей           |
| 81 кг        | Маттіас Крігер Ісао Круз Алонсо         | Хосе Еффрон   | Олександр Косінов        |
| 90 кг        | Хорхе Ленчина Дартаньон Крокетт         | Самюел Інграм | Хорхе Ірезуело Марсілліс |
| 100 кг       | Антоніо Теноріо Володимир Федин         | Майлз Портер  | Гван-Ген Чой             |
| понад 100 кг | Янгаліні Хіменез Домінгез Ільхам Закієв | Сон Ван       | Кенто Масакі             |

### Жінки
| Змагання    | Бронза                              | Срібло                  | Золото                         |
| ----------- | ----------------------------------- | ----------------------- | ------------------------------ |
| 48 кг       | Юлія Галинська Вікторія Потапова    | Кай-Лін Лі              | Кармен Брюзіг                  |
| 52 кг       | Мікеле Феррейра Наталя Ніколайчик   | Ліїн Ван                | Рамона Брюзіг                  |
| 57 кг       | Дуйгю Чете Моніка Херреро           | Люсія да Сілва Тейшейра | Афаг Султанова                 |
| 63 кг       | марта Пайно Даніеле Бернардез Мілан | Тон Жау                 | Даладайвіз Родрігез Кларк      |
| 70 кг       | Цян Жу Ніколетт Шабо                | Тетяна Савостьянова     | Марія дель Кармен Еррера Гомез |
| понад 70 кг | Зубіда Буазуг Ірина Кальянова       | Назан Акін              | Янпін Юан                      |

## Медальний залік
| Місце | Країна           | Золото | Срібло | Бронза | Всього |
| ----- | ---------------- | ------ | ------ | ------ | ------ |
| 1     | Україна          | 3      | 0      | 2      | 5      |
| 2     | Куба             | 2      | 0      | 2      | 4      |
| 3     | Азербайджан      | 2      | 0      | 1      | 3      |
| 3     | Німеччина        | 2      | 0      | 1      | 3      |
| 5     | Китай            | 1      | 5      | 1      | 7      |
| 6     | Іспанія          | 1      | 0      | 2      | 3      |
| 7     | Республіка Корея | 1      | 0      | 0      | 1      |
| 7     | Японія           | 1      | 0      | 0      | 1      |
| 9     | Росія            | 0      | 1      | 4      | 5      |
| 10    | Бразилія         | 0      | 1      | 3      | 4      |
| 11    | Аргентина        | 0      | 1      | 1      | 2      |
| 11    | Велика Британія  | 0      | 1      | 1      | 2      |
| 11    | США              | 0      | 1      | 1      | 2      |
| 11    | Туреччина        | 0      | 1      | 1      | 2      |
| 15    | Тайвань          | 0      | 1      | 0      | 1      |
| 15    | Узбекистан       | 0      | 1      | 0      | 1      |
| 17    | Алжир            | 0      | 0      | 3      | 3      |
| 18    | Венесуела        | 0      | 0      | 1      | 1      |
| 18    | Мексика          | 0      | 0      | 1      | 1      |
| 18    | Угорщина         | 0      | 0      | 1      | 1      |